# 鞍馬車
鞍馬車（くらましゃ）は、岐阜市にある加納天満宮に保存されている山車（やま）で、岐阜市加納地区に現存する唯一の山車である。
1984年3月19日に岐阜市の有形文化財に指定された。

## 歴史
- 1891年 - 濃尾地震により旧山車が崩壊。
- 1901年 - からくり作成。
- 1902年 - 加納天満宮の一千年回祭に合わせて、加納本町5丁目により新調。
- 1945年頃 - 戦争で山車が維持出来ないとして、加納天満宮に保管を申し出て境内に倉を立てて保管。
- 1945年7月9日 - 岐阜空襲により、この山車以外の8輌は焼失。
- 2003年 - 加納天満宮の例祭では、長年展示のみであったが、この年より町内曳行が復活する。
- 2006年 - からくりの糸替え。
- 2007年 - 山車車輪修理。

## 山車の構造
鞍馬車は大唐破風造･高さ約5mの三層構造で、上段から天狗･牛若丸･幣振を模したからくり人形が3体設置されており、加納天満宮の例祭（10月）には、町内において曳行及びからくり奉納が行なわれる。